# فاروق الجمعات
فاروق الجمعات (1958م. - 12 سبتمبر 2021) ممثل ومذيع سوري. 

## عن حياته
خريج المعهد العالي للفنون المسرحية، عمل في المسرح القومي. له مساهمات في التأليف والشعر. شارك كممثل بالعديد من الأعمال التلفزيونية والمسرحية والسينمائية، بالإضافة إلى عدة أعمال إذاعية. عضو في نقابة الفنانين منذ عام 1983.

## أعماله
- البقعة السوداء 2010
- جنان نسوان 2017
- سنة أولى زواج  2017
- مسلسل العراب
- مسلسل بواب الريح
- مسلسل أبو الطيب المتنبي بدور أبو العشائر الحمداني
- فرقة ناجي عطا الله
- مسلسل أوراق مدير مدرسة
- مسلسل  المفتاح
- مسلسل في حضرة الغياب
- مسلسل حضارة العرب ج2
- مسلسل الزير سالم
- مسلسل حارس القدس مسلسل قانون الغاب
- مسلسل الطارق 2004
- مسلسل الهشيم

## روابط خارجية
- فاروق الجمعات على موقع الدهليز
- فاروق الجمعات على موقع قاعدة بيانات الأفلام العربية